# Ildefonso José Nieto
Ildefonso José Nieto (Montalbán de Córdoba, 1810-1855) fue un presbítero, doctor en Teología, Capellán de Honor del Rey y confesor de Isabel II.

## Biografía
Nació en Montalbán de Córdoba en 1810 y en 1826 tomó el hábito de la Orden de Predicadores en el convento de San Pablo de Córdoba. Dos años después ganó una beca por oposición en el colegio adjunto del mismo. Después pasó al Colegio Mayor de Santo Tomás de la Universidad de Sevilla; obtuvo el grado de Bachiller en Filosofía y en 1832 el de Teología. Hizo oposición a la Cátedra de Lógica de dicho Colegio Mayor.
En junio de 1837 fue nombrado cura vicario de Gerena (Sevilla). En 1839 pasó a ocupar la Cátedra de Lógica del Colegio Politécnico Sevillano.
En 1840 empezó el estudio de Jurisprudencia siendo Bachiller en 1844, Licenciado en 1847 y doctorándose en Madrid en agosto de 1848; fue nombrado Académico-Profesor de la Matritense de Jurisprudencia. 
En enero de 1850 ingresó en el Colegio de Abogados de la Corte, siendo nombrado al mismo tiempo Capellán de Honor del Rey, terminó en junio del mismo año el doctorado de Teología. Fue dignidad de Chantre de la Catedral de Badajoz, Miembro del Supremo de la Rota y Electo Obispo de Badajoz, etc. Murió en 1855.
Escribió numerosos libros y una biblioteca de predicadores compuesta por veinticinco volúmenes.

## Obra
Dejó traducidas y son generalmente bien aceptadas las obras siguientes:
- Delicias de las almas afligidas, ó cartas de consuelo tomadas de san Pablo, san Jerónimo, san Agustín, san Gregorio Nacianceno, san Juan Crisóstomo, san Francisco de Sales, santa Teresa de Jesús, Bossuet, Fenelon y Olivier. Seguidas de una exhortacion de san Juan Crisóstomo á las personas que se afligen con exceso por la muerte de sus parienles y amigos, y de la doctrina de la Iglesia sobre la vida futura, por Bossuet. Madrid, 1857.

- La agonía de Nuestro Señor Jesucristo, ó las siete palabras que pronunció en la Cruz, expuestas y meditadas en un devoto ejercicio por el arcipreste Francisco Vitali. Edición aumentada con la Novena de los Dolores de María Santísima. Madrid, 1857.

- La Soledad de la Santísima Virgen. Meditaciones piadosas sobre el dolor de la Madre de Dios después de la muerte y sepultura de su divino Hijo, por el mismo Vitali, Madrid, 1856.

- La Mujer católica por el Reverendo P. Ventura de Raulica, antiguo general de los Teatinos, consultor de la sagrada congregación de ritos. Madrid, 1857. Dos tomos.

- Conferencias sobre la Pasión de Nuestro Señor Jesucristo. Predicadas en la Basílica de San Pedro de Roma por el M. R. P. Ventura de Raulica. Madrid, 1853

- La Confesión sacramental.